# Ministero della giustizia e dell'ordine pubblico (Cipro)
Il Ministero della giustizia e dell'ordine pubblico (in greco Υπουργείο Δικαιοσύνης και Δημοσίας Τάξεως της Κυπριακής Δημοκρατίας?, Ypourgeio Dikaiosynīs kai Dīmosias Taxeōs tīs Kypriakīs Dīmokratias) è un dicastero del governo cipriota deputato all'amministrazione del sistema giudiziario e al mantenimento dell'ordine pubblico. Tra gli organi controllati dal Ministero figurano la Polizia nazionale e il Dipartimento dell'amministrazione penitenziaria.
L'attuale ministro è Mariōs Hartsiotīs, in carica dal 10 gennaio 2024.

## Storia
Il dicastero fu fondato come Ministero della giustizia nel 1959 nell'ambito del comitato di transizione nato dopo il trattato di Zurigo e Londra del 1959-1960. Nel 1993 ha ampliato le sue funzioni assumendo la gestione dell'ordine pubblico, precedentemente affidata al Ministero dell'interno.

## Elenco dei ministri
| Ministro                                                   | Ministro                             | Partito                              | Governo                              | Mandato                              | Mandato                              |
| Ministro                                                   | Ministro                             | Partito                              | Governo                              | Inizio                               | Fine                                 |
| Ministri della giustizia (1959-1993)                       | Ministri della giustizia (1959-1993) | Ministri della giustizia (1959-1993) | Ministri della giustizia (1959-1993) | Ministri della giustizia (1959-1993) | Ministri della giustizia (1959-1993) |
| ---------------------------------------------------------- | ------------------------------------ | ------------------------------------ | ------------------------------------ | ------------------------------------ | ------------------------------------ |
|                                                            | Glaukos Klīridīs (1919-2013)         | PM                                   | Comitato di transizione              | 2 aprile 1959                        | 15 agosto 1960                       |
|                                                            | Spyros Kyprianou (1932-2002)         |                                      | Makarios III I                       | 16 agosto 1960                       | 20 agosto 1960                       |
|                                                            | Stella Souliōtī (1920-2012)          |                                      | Makarios III I                       | 21 agosto 1960                       | 28 febbraio 1968                     |
| Makarios III II                                            | Stella Souliōtī (1920-2012)          | 28 febbraio 1968                     | 30 giugno 1970                       |                                      |                                      |
| Makarios III II                                            |                                      | Geōrgios Iōannidīs (1924-1995)       | PM                                   | 1 luglio 1970                        | 15 giugno 1972                       |
| Makarios III II                                            |                                      | Christos Vakīs (1933-2002)           |                                      | 16 giugno 1972                       | 28 febbraio 1973                     |
| Makarios III III                                           | 28 febbraio 1973                     | Christos Vakīs (1933-2002)           | 15 luglio 1974                       |                                      |                                      |
| Makarios III III                                           |                                      | Leukos Klīridīs (1923-2013)          |                                      | 9 agosto 1974                        | 14 gennaio 1975                      |
| Makarios III III                                           |                                      | Geōrgios Iōannidīs (1924-1995)       | PM                                   | 15 gennaio 1975                      | 31 agosto 1977                       |
| Kyprianou I                                                | 31 agosto 1977                       | Geōrgios Iōannidīs (1924-1995)       | PM                                   | 8 marzo 1978                         |                                      |
|                                                            | Petros Michaīlidīs (1939)            |                                      | Kyprianou II                         | 9 marzo 1978                         | 9 settembre 1980                     |
|                                                            | Andreas Dīmītriadīs (1945)           | DIKO                                 | Kyprianou II                         | 10 settembre 1980                    | 19 aprile 1982                       |
|                                                            | Foibos Klīridīs (1925-2011)          |                                      | Kyprianou II                         | 20 aprile 1982                       | 28 febbraio 1983                     |
| Kyprianou III                                              | Foibos Klīridīs (1925-2011)          | 28 febbraio 1983                     | 6 gennaio 1985                       |                                      |                                      |
| Kyprianou III                                              |                                      | Dīmītrios Liveras (1933-2003)        | DIKO                                 | 7 gennaio 1985                       | 27 febbraio 1988                     |
|                                                            | Christodoulos Crysanthou (1935-2018) |                                      | Vassiliou                            | 28 febbraio 1988                     | 3 maggio 1990                        |
|                                                            | Nikos Papaïōannou (1947)             |                                      | Vassiliou                            | 4 maggio 1990                        | 27 febbraio 1993                     |
|                                                            | Alekos Eyaggelou (1939)              |                                      | Klīridīs I                           | 28 febbraio 1993                     | 13 maggio 1993                       |
| Ministri della giustizia e dell'ordine pubblico (dal 1993) |                                      |                                      |                                      |                                      |                                      |
|                                                            | Alekos Eyaggelou (1939)              |                                      | Klīridīs I                           | 14 maggio 1993                       | 1 maggio 1996                        |
|                                                            | Geōrgios Staurinakīs (1932)          | Ind.                                 | Klīridīs I                           | 2 maggio 1996                        | 30 maggio 1996                       |
|                                                            | Alekos Eyaggelou (1939)              |                                      | Klīridīs I                           | 31 maggio 1996                       | 8 aprile 1997                        |
|                                                            | Nikos Kosiīs (1933)                  | PM                                   | Klīridīs I                           | 9 aprile 1997                        | 28 febbraio 1998                     |
| Klīridīs II                                                | Nikos Kosiīs (1933)                  | PM                                   | 28 febbraio 1998                     | 24 settembre 2002                    |                                      |
| Klīridīs II                                                |                                      | Alekos Siampos (1939)                |                                      | 26 settembre 2002                    | 28 febbraio 2003                     |
|                                                            | Dōros Theodōrou (1939)               |                                      | Papadopoulos                         | 1 marzo 2003                         | 13 giugno 2006                       |
|                                                            | Sofoklīs Sofokleous (1962)           | EDEK                                 | Papadopoulos                         | 13 giugno 2006                       | 29 febbraio 2008                     |
|                                                            | Kypros Chrysostmidīs (1942-2022)     |                                      | Christofia                           | 29 febbraio 2008                     | 17 dicembre 2008                     |
|                                                            | Loukas Louka (1955-2015)             | EAK                                  | Christofia                           | 22 dicembre 2008                     | 28 febbraio 2013                     |
|                                                            | Iōnas Nikolau (1963)                 | DISY                                 | Anastasiadīs I                       | 1 marzo 2013                         | 28 febbraio 2018                     |
| Anastasiadīs II                                            | Iōnas Nikolau (1963)                 | DISY                                 | 28 febbraio 2018                     | 31 maggio 2019                       |                                      |
| Anastasiadīs II                                            |                                      | Giōrgos L. Savvidīs (1959)           | Ind.                                 | 31 maggio 2019                       | 28 giugno 2020                       |
| Anastasiadīs II                                            |                                      | Emily Giolitī (1976)                 |                                      | 29 giugno 2020                       | 17 giugno 2021                       |
| Anastasiadīs II                                            |                                      | Stefī Drakou (1947)                  |                                      | 2 luglio 2021                        | 28 febbraio 2023                     |
|                                                            | Anna Koukidī-Prokopiou (1974)        | DIKO                                 | Christodoulidīs                      | 1 marzo 2023                         | 10 gennaio 2024                      |
|                                                            | Mariōs Hartsiotīs (1963)             | Ind.                                 | Christodoulidīs                      | 10 gennaio 2024                      | in carica                            |